# Drezda bombázása

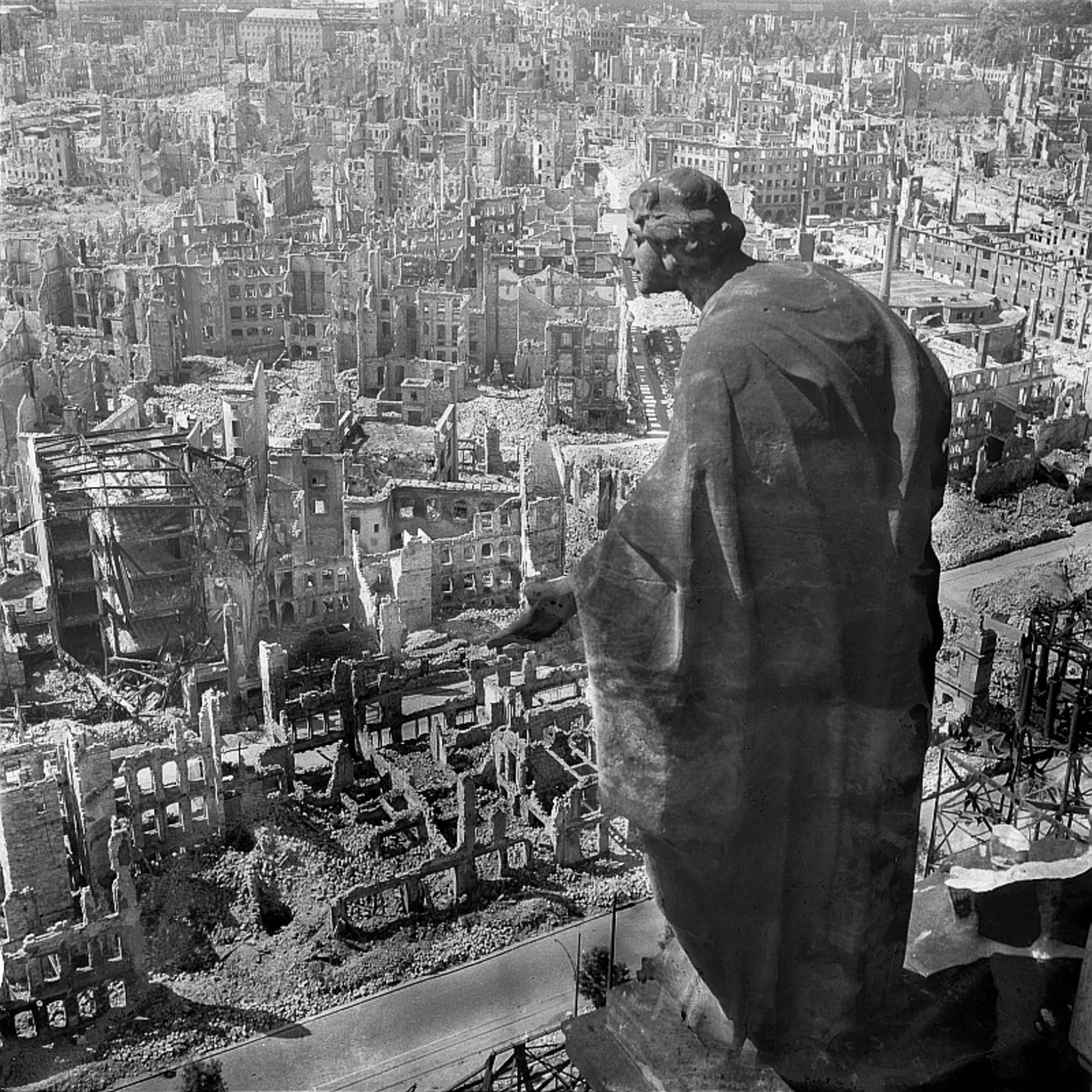
A lerombolt városról készült egyik híres felvétel, a Kilátás a drezdai városháza tornyából dél felé (Fotó: id. Richard Peter, 1945)

Drezda bombázása a második világháborúban 1944 őszétől kezdve a brit és az amerikai légierő által többször is megtörtént. Különösen ismertté vált az 1945. február 13–15. közötti négy támadáshullám. Az áldozatok pontos száma nem ismert, a legtöbb hivatalos kutatás 135 000 és 200 000 körülire teszi. A legújabb 2009-ben felfedezett dokumentum 80 000–100 000 név szerint bejelentett eltűnt személyt jegyzett fel. Hans Voight német tanár, aki személyes visszaemlékezéseiben arról tanúskodott, hogy részt vett az áldozatok azonosítását és előkerítését végrehajtó csapatban, személy szerint 135 000-re tette az áldozatok számát. Drezda polgári védelmének műszaki vezetője szerint 1945. május 6-án összesen 39 773 halottat azonosítottak név szerint. A drezdai bombázás egyik sajátossága, hogy egyes országokban más-más számot tartanak „hivatalos” áldozati számnak így a 250 ezres, vagy annál nagyobb számok főleg a jobboldalinak bélyegzett, hazafias körökben, szemben az angolszászok által használt 18 000–25 000 számmal. Noha tény, hogy az angolok által használt szám eredeti dokumentumon alapul, azonban azt nem vetették kritika alá, és nem vizsgálták meg a dokumentum kalkulációit. A kérdéses iromány mindössze az addig azonosított áldozatok ideiglenes számát tükrözi, keltezése 1945. márciusi. A bombázás számos vitát váltott ki többek között annak okán, hogy Drezda nem rendelkezett potenciális katonai infrastruktúrával (mindössze a Zeissnek voltak ott optikai gyárai), illetve a bombázás nem is az ipari negyedeket, hanem a belvárost sújtotta, és az áldozatok elsősorban a polgári lakosság köréből kerültek ki.
Egy, a mai Drezda városának megbízásából készített 2019-es, utólagos kutatás szerint az áldozatok száma mégsem haladja meg a 25 000 főt. A megrendelt tanulmányban azt állítják, hogy a számháborúért főként David Irving angol író és történész a felelős, aki 1963-ban megjelent, Drezda elpusztítása című könyvében kelt ki a szövetségesek ellen. Az ő munkája azokon a német jelentéseken alapult, amelyről az angol és amerikai illetékesek már akkor is azt tartották, hogy abban a valós áldozatok számát vélhetően mindenhol egy plusz nullával toldották meg.
Ezek a drezdai légitámadások éles kritikát váltottak ki a szövetséges hatalmak 1942-től kezdődően folytatott légi hadviselési gyakorlatával, különösen a brit területbombázási direktívával (Area Bombing Directive) szemben. A történészek máig vitatkoznak arról, hogy ezek a szőnyegbombázások katonailag szükségesek és célszerűek voltak-e, ill. etikailag és jogilag háborús bűnként értékelhetőek-e, különös tekintettel a gyújtóbombázásra, az elsősorban nem katonai jellegű célpontokat érintő támadásokra, és különösen a polgári áldozatok kiemelkedően magas számára.

## Előzmények

### A szövetséges bombázóhadjárat
Az 1945-ös évbe fordulva gyakorlatilag nem maradt olyan német nagyváros, amelyet az angolszász légierők még ne igyekeztek volna elsöpörni a második világháború embertelen bombázóhadjáratában. Az Arthur Harris („Bomber” vagy „Butcher” Harris) nevéhez köthető tervezet jegyében a városok legsűrűbben lakott belső negyedeit szőnyegbombázással tarolták le. A legnagyobb pusztítást nem is a rombolóbombák okozták, hanem a főleg foszforral végrehajtott támadások után kitörő óriási tűzvihar (Feuersturm). Az emberek a fulladásveszély miatt felmenekültek az óvóhelyekről a felszínre, ahol az óriási hőség, a mérges gázok és az oxigén hiánya percek alatt végzett velük. Az embertelen módszert először Hamburg bombázása során próbálták ki még 1943 nyarán, és láthatóvá vált azonnali, döbbenetes hatása. Az áldozatokat kb. 25 000 főre tehető számához és az okozott hatalmas károkhoz képest a bevetett repülők töredékének elvesztése csekély mértékűnek számított, emiatt a Bomber Command sikeresnek és tovább alkalmazhatónak minősítette az akciósorozatot. Ennek alapján folytatódott a német nagyvárosok bombázása, amelyek legtöbbjének a belső része 1945 elejére nagyrészt romokban hevert.

### A német légierő és légvédelem 1945 elején
A háború utolsó hónapjaira a Luftwaffe már alig jelentett veszélyt a szövetséges légierőre, hiszen a korábbi évek teljesen kimerítették az anyagi és a személyi lehetőségeit. A több fronton folytatott harc már 1943-ra meggyengítette, amikorra Nyugat- és Dél-Európában elvesztette a korábban kivívott légi fölényét. Ezen év közepétől kezdődött a szövetségesek bombázóhadjárata, ami először csak éjszakai csapásokat jelentett, főleg a Ruhr-vidék és az északnyugati országrész városai ellen. A támadások aztán egyre pontosabbá és hevesebbé váltak, egyre több nehézbombázót bevetve. Az erőviszonyokat teljesen eldöntötte az USA légierejének a belépése, innentől kezdve nappal is bombázták a városokat. A hosszú távú kísérővadászok (P–51 Mustang, P–38 Lightning) megjelenése kiválóan megerősítette a bombázószázadokat, állandó csatákra kényszerítve a német vadászvédelmet. A Szovjetunió ellen is háborút viselő Luftwaffe ezen sokszoros terhek alatt egyre több pilótáját vesztette el, hiába tetőzött a repülőgépgyártás 1944-ben Albert Speer erőfeszítéseinek a hatására.
A tapasztalatlan pilótákat sorra lőtték le a szövetséges vadászok, a kritikus üzemanyaghiány hatására pedig sok német egység már alig tudott bevetésre repülni. A sziléziai iparvidék és a romániai olajmezők elvesztése után az ellátás még rosszabbá vált, a német gépek szinte állandóan a földön maradtak. Tovább apasztotta a bevethető gépek számát a Hannibal hadművelet, melynek során a Kriegsmarinével közösen a Luftwaffe is rengeteg civilt menekített ki Kelet-Poroszország területéről. Mindezek hatására a német légierő és légvédelem már vajmi keveset tehetett. A szövetséges légierő a német égbolt korlátlan urává vált, akár napi két-három, több száz nehézbombázóval végrehajtott támadásra is képes volt.

### Drezda helyzete a támadás előtt
Drezda eközben végig elkerülte a nagyobb bombázást. Bár egyes külsőbb részeit többször is támadták, de azok vagy katonai, vagy stratégiai célok voltak, magát a belvárost nem érte légicsapás. Mivel a szovjet ún. Munkás-paraszt Vörös Hadsereg addigra már bevette a német keleti területeket és Sziléziát, a megrémült lakosok százezrei vették nyugat felé az irányt. Addig Drezdát komolyabban nem bombázták, így a hatóságok a menekültek nagy részét a városban helyezték el – lévén jelentős vasúti csomópont, a későbbiekben innen tervezték továbbszállítani őket. Ezért az eredeti, kb. 640 000 fős lakosságszámnál lényegesen nagyobb, egymilliót bőven meghaladó embertömeg tartózkodott itt 1945. február elején.
A belvárosban jelentős katonai célpont nem volt. Mivel Drezda a második világháború előtt Németország egyik legszebb és a hetedik legnagyobb városa volt, ezért sok drezdai úgy hitte, hogy a szövetségesek megkímélik majd, esetleg a háború utáni német állam új fővárosa is lehet. Emiatt a szükséges óvintézkedéseket sem nagyon tették meg, nem alakítottak ki összefüggő menekülőútvonalakat (mint például Hamburgban), illetve gyakorlatilag földi légvédelem se védte.

### A megelőző támadások
A szász nagyváros vidéke 1944. augusztus 24-én szenvedte el az első bombatámadást, amikor is a szövetséges légierő a Drezdától nyugatra lévő Freitalban lévő olajipari üzemet és a délnyugaton fekvő, Gittersee nevű városrészt támadta. Ennek során 241 ember vesztette életét. 1944 őszétől kezdve már egyre gyakrabban volt légiriadó arrafelé. Az amerikai légierő október 7-én a Friedrichstadtban lévő főpályaudvart bombázta, ez 312 halálos áldozattal járt.

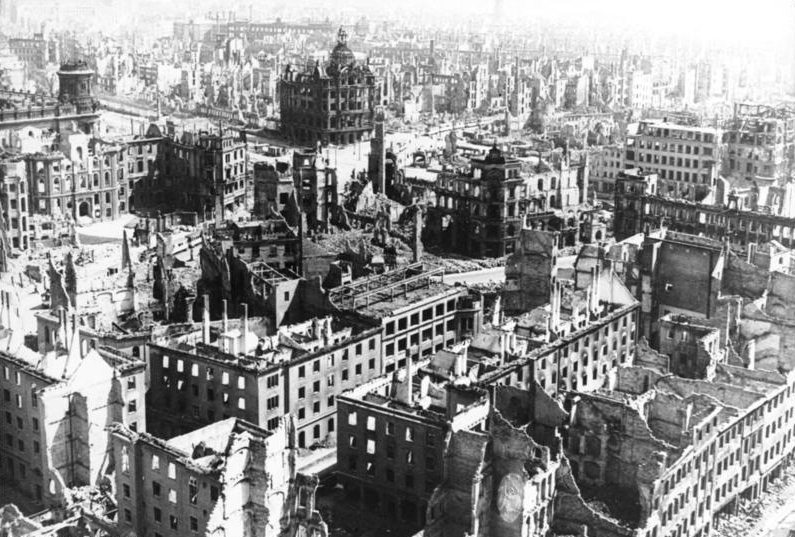
Kilátás a drezdai városházából a lerombolt városra a támadás után

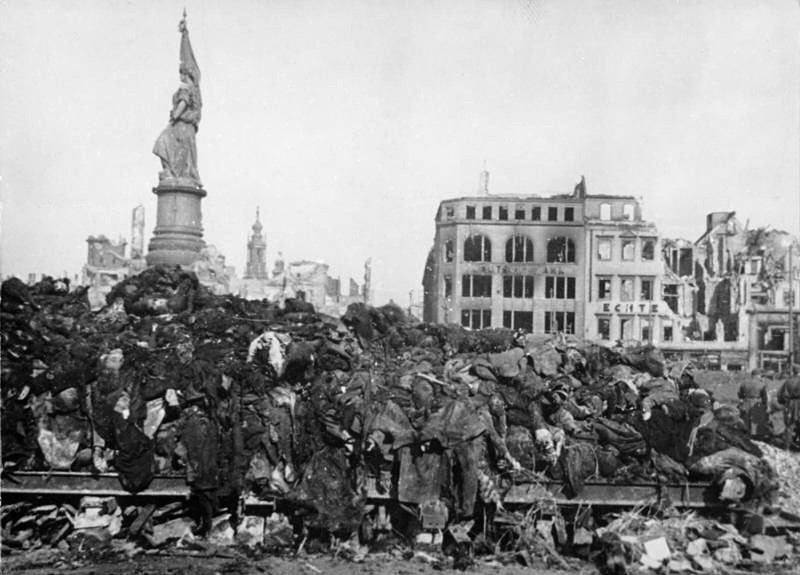
Elszenesedett, azonosít(hat)atlan emberi holttestek tízezrei halomba rakva az elpusztított város főterén, az Altmarkon, 1945. február

Az első nagyobb támadás 1945. január 16-án történt, amikor is az Egyesült Államok légiereje, 133 bombázót bevetve, 279,8 tonna robbanó- és 41,6 tonna gyújtóbombát dobott szintén a friedrichstadti főpályaudvarra. A környéken mindössze harminc bevethető vadászgép maradt, de az üzemanyaghiány miatt ezek sem szállhattak fel, a földi légvédelmet pedig már korábban a keleti frontra szállították – a város gyakorlatilag teljesen védtelenül állt egy nagyobb támadással szemben.

## A fő csapás
A Drezda bombázása néven elhíresült fő csapást 1945. február 13-án indították. Az RAF nehézbombázói a szász főváros felé vették az irányt. A német légvédelem tehetetlen volt, mivel előtte egész nap elterelő hadműveletekkel tévesztették meg. Így a várost teljesen meglepte a váratlan támadás, a légoltalmi szirénák sem szólaltak meg időben.
Az első hullám főleg gyújtóbombákkal támadott. Ezek zöme a sűrűn beépített, történelmi óvárosra hullott, ahol minden hamar lángba borult.